# Princesa Changping
Zhu Meichu (2 de maig de 1630 - 26 de setembre de 1647), coneguda pel seu títol de princesa Changping, va ser una princesa xinesa de la dinastia Ming. Va ser un dels fills de l'emperador Chongzhen, l'últim emperador Ming.

## Biografia
Changping va néixer de l'Emperador Chongzhen i la Consort Wang Shun. Com la Consort Wang va morir d'una malaltia poc després del naixement de la Princesa Changping, la princesa va ser criada per l'Emperadriu Zhou. Changping tenia una germana major, la Princesa Kunyi (坤儀公主), i una germana menor, la Princesa Zhaoren (昭仁公主).
Quan Changping tenia 16, el seu pare va arranjar el seu matrimoni amb Zhou Xian, un comandant militar. Això no obstant, les seves noces van ser suspesa quan l'exèrcit rebel hi era acostant-se a Beijing. Quan la capital finalment va caure davant la força rebel de Li Zicheng, Chongzhen va embogir i va començar a matar a membres de la família reial, inclosa la Princesa Zhaoren. Quan va arribar el torn de Changping, li va crida a aquesta: "Per què havies d'haver nascut en aquesta família?", i esgrimint una espasa contra ella, tallant-li el braç esquerre en el procés. Changping va desmaiar-se per la pèrdua de sang, però en va recuperar el coneixement cinc dies després i va sobreviure, mentre que el seu pare es va suïcidar penjant-se en un arbre.
En el 1645, Changping va demanar permís a l'Emperador Shunzhi de la dinastia Qing per esdevenir una monja. Shunzhi es va negar i va fer arranjaments perquè es casés amb Zhou Xian. La parella es va tractar amb respecte després del seu matrimoni. Changping va morir d'una malaltia un any després i va ser enterrat fora de la Porta Guangning.

## En la cultura popular
Changping va tenir un impacte més gran en la cultura folklòrica i popular que en la història, amb diverses històries que giren al voltant del concepte sobre que ella va sobreviure a la seva mort prematura.
Una història diu que Changping es va fer monja després de la caiguda de la dinastia Ming. Ella va practicar arts marcials i va esdevenir una líder del moviment de resistència contra la dinastia Qing. Va ser motejada com "Una Monja Divina Armada" (獨臂神尼) per la seva formidable destresa en les arts marcials. Un dels seus deixebles era Lü Siniang (呂四娘), l'heroïna que va assassinar l'Emperador Yongzheng en el folklore.
Changping també apareix en dues novel·les wuxia de Jin Yong, Espasa Tacada amb Sang Reial i El Cérvol i el Calder.
La història d'amor de Changping i Zhou Xian ha estat adaptada en una òpera cantonesa, titulada Di Nü Hua (帝女花; literalment: la Flor Filla de l'Emperador). L'òpera va ser més tard adaptada al cinema i la televisió.